# Tom Strong
Tom Strong è un personaggio creato da Alan Moore e Chris Sprouse per la linea di fumetti America's Best Comics pubblicata dalla WildStorm Comics.
Il personaggio è un incrocio tra Tarzan (di cui riprende le origini) e Doc Savage in cui Moore può così rendere omaggio agli eroi dei pulp magazine (i progenitori diretti dei vari supereroi dei comic books) e alle avventure esotiche e meravigliose (e infatti le sue storie sono ambientate anche nel selvaggio west, in altri universi paralleli, in giungle misteriose ecc.).
Gli spin-off comprendono Strong's Terrific Tales, Terra Obscura e The Many Worlds of Tesla Strong. Una serie limitata intitolata Tom Strong and the Planet of Peril è stata pubblicata nel 2013 dalla Vertigo.
Nel 2018, Tom Strong è apparso nella serie a fumetti The Terrifics pubblicata dalla DC Comics; in questa serie Tom Strong fa parte di un gruppo con lo stesso nome formato da Mr. Terrific, Metamorpho, Plastic Man e Phantom Girl.

## Biografia del personaggio
Tom Strong viene cresciuto sull'isola di Attabar Teru in una cabina con gravità diversa da quella terrestre e con una educazione impartita da un robot creato dal padre che vuole farne un perfetto prototipo di una nuova specie umana (una sorta di superuomo eugenetico). Infatti Tom possiede un fisico (con annessa super forza e super resistenza) e una intelligenza che lo rendono superiore ai comuni esseri umani.
Una volta cresciuto Tom arriva a Millennium City diventandone il campione celebrato in tutto l'ABC universe (con tanto di fan club gestito dai suoi aiutanti).
È sposato con Dahlua, originaria dell'isola di Attabar Teru, e ha una figlia di nome Tesla che possiede le sue stesse capacità.
I suoi assistenti sono Pneuman, un robot costruito da suo padre, e King Solomon, scimmia cresciuta artificialmente che possiede caratteristiche umane.
Alan Moore ha scritto tutti i numeri della serie fino al 22, poi si sono succeduti diversi autori come Joe Casey, Geoff Johns, Brian K. Vaughan e perfino lo scrittore di fantascienza Michael Moorcock amico dello sceneggiatore inglese.
È stato annunciato il suo ritorno per il numero finale (il 36) in cui si troverà faccia a faccia con la fine dell'Universo distrutto nelle pagine di Promethea.
Collegati alla serie regolare sono usciti anche alcuni spin off come Tom Strong's Terrific Tales, The Many Worlds of Tesla Strong e Terra Obscura dedicata al Tom Strong di una terra alternativa.
Anche se Alan Moore ha dichiarato più volte che non aveva mai sentito parlare di un personaggio con lo stesso nome prima di crearlo, esisteva negli anni trenta un personaggio dei pulp magazine analogo creato sulla falsariga di Doc Savage, il quale ebbe però vita breve.
La serie è terminata con il numero 36.
Anche se diritti di sfruttamento rimangono della WildStorm non ci sono progetti per una nuova stagione con altri autori.

## Edizione italiana
Tom Strong è stato pubblicato su America's Best Comics, periodico di 96 pagine edito dalla casa editrice Magic Press Edizioni che conteneva tutte le serie create da Alan Moore per la casa editrice di Jim Lee.
Sono anche usciti 6 volumi che racchiudono tutti i 36 episodi della serie.
I molti mondi di Tesla Strong è uscito come volumetto a sé stante.
Dal giugno 2013 la RW Edizioni ha ristampato sul mensile Lion presenta per 11 numeri le avventure di Tom Strong dall'episodio 1 al 14.